# Karolína Erbanová
Karolína Erbanová (* 27. Oktober 1992 in Vrchlabí, Tschechoslowakei) ist eine ehemalige tschechische Eisschnellläuferin und derzeitige Eishockeyspielerin.

## Werdegang

### Eisschnelllauf
Erbanová debütierte im Weltcup zu Beginn der Saison 2008/09 in Berlin. Dort belegte sie den 23. Platz über 1500 m in der Division B. Im weiteren Saisonverlauf holte sie in Erfurt in der Teamverfolgung ihren ersten Weltcupsieg. Im Februar 2010 belegte sie bei ihrer ersten Olympiateilnahme in Vancouver den 25. Platz über 1500 m, den 23. Rang über 500 m und den 12. Platz über 1000 m. Im folgenden Monat gewann sie bei den Juniorenweltmeisterschaften in Moskau im Mehrkampf, über 1000 und über 1500 m die Bronzemedaille. Bei den Juniorenweltmeisterschaften 2011 in Seinäjoki holte sie viermal die Goldmedaille und bei den Juniorenweltmeisterschaften 2012 in Obihiro Silber im Mehrkampf und über 1000 m und Gold über 2 × 500 m und über 1500 m. In der Saison 2012/13 kam sie beim Weltcup in Harbin über 1000 m auf den zweiten Rang. Einen Tag später holte sie über 1000 m ihren zweiten Weltcupsieg. Die Saison beendete sie auf den dritten Platz im Weltcup über 1000 m.
Bei den Olympischen Winterspielen 2014 in Sotschi kam sie über 1500 m auf den 13. Platz und über 500 und 1000 m auf den zehnten Rang. Zu Beginn der Saison 2014/15 errang sie beim Weltcup in Seoul dritte Plätze über 500 und 1000 m. Im weiteren Saisonverlauf erreichte sie beim Weltcup in Heerenveen einen weiteren dritten Platz über 1000 m. Die Saison beendete sie auf den sechsten Platz im Weltcup über 500 m und den vierten Rang im Weltcup über 1000 m. Im Februar 2015 gewann sie bei den Eisschnelllauf-Einzelstreckenweltmeisterschaften 2015 in Heerenveen die Bronzemedaille über 1000 m. Bei der folgenden Eisschnelllauf-Sprintweltmeisterschaft 2015 in Astana holte sie ebenfalls die Bronzemedaille. Im folgenden Jahr wurde sie Siebte bei der Sprintweltmeisterschaft in Seoul und errang bei den Einzelstreckenweltmeisterschaften in Kolomna den 14. Platz im 2 × 500-m-Lauf und den 13. Platz über 1000 m. In der Saison 2016/17 kam sie über 500 m viermal auf den zweiten Platz und je einmal auf den dritten über 1000 und 1500 m und erreichte damit jeweils den fünften Platz im Weltcup über 1000 und 1500 m. Bei den Einzelstreckenweltmeisterschaften 2017 in Gangwon wurde sie Fünfte über 1000 m und Vierte über 500 m und bei der Mehrkampfeuropameisterschaft 2017 in Heerenveen Erste. In der folgenden Saison siegte sie zweimal über 500 m und errang einmal den zweiten Platz.
Im Januar 2018 gewann sie bei den Europameisterschaften in Kolomna die Bronzemedaille über 500 m. Beim Saisonhöhepunkt, den Olympischen Winterspielen 2018 in Pyeongchang, gewann sie die Bronzemedaille über 500 m und kam im Lauf über 1000 m auf den siebten Platz. Die Saison beendete sie auf dem achten Platz im Gesamtweltcup, auf dem siebten Rang im Weltcup über 1000 m und auf dem zweiten Platz im Weltcup über 500 m.

### Eishockey
Nach den Olympischen Winterspielen 2018 beendete Erbanová ihre Eisschnelllaufkarriere und begann zur Saison 2019/20 beim drittklassigen Klub HC Manki Jičín mit dem Eishockeyspielen. Gleich in ihrem Rookiejahr war die Stürmerin mit 61 Scorerpunkten, darunter 43 Tore, maßgeblich daran beteiligt, dass die Mannschaft an der Qualifikation zur zweithöchsten Spielklasse teilnahm. Mit zehn Toren in zwei Spielen führte sie Jičín fast im Alleingang zum Aufstieg. In der Zweitliga-Saison absolvierte sie vor dem Hintergrund der COVID-19-Pandemie lediglich drei Spiele für den Klub, punktete dabei aber fünfmal. Zur Saison 2021/22 wechselte die Tschechin zum schwedischen Klub Almtuna IS, der der zweithöchsten schwedischen Spielklasse angehörte.
Im Rahmen des Qualifikationsturniers für die Olympischen Winterspiele 2022 debütierte Erbanová im November 2021 für die tschechische Nationalmannschaft, die sich dabei erstmals für die Olympischen Winterspiele qualifizierte. Am Olympiaturnier nahm die ehemalige Eisschnellläuferin jedoch nicht teil, gewann stattdessen aber mit der Mannschaft bei der Weltmeisterschaft 2022 die Bronzemedaille. Auf Vereinsebene wechselte sie zur Saison 2022/23 in die finnische Naisten Liiga zu Hämeenlinnan Pallokerho.

## Persönliche Bestzeiten
- 500 m: 37,06 s (aufgestellt am 26. Februar 2017 in Calgary)
- 1000 m: 1:13:53 min (aufgestellt am 26. Februar 2017 in Calgary)
- 1500 m: 1:55:35 min (aufgestellt am 16. November 2013 in Salt Lake City)
- 3000 m: 4:17:73 min (aufgestellt am 12. Februar 2011 in Calgary)
- 5000 m: 7:36:65 min (aufgestellt am 9. Januar 2010 in Hamar)

## Erfolge und Auszeichnungen
- 2020 Meister der 3. Liga und Aufstieg in die 2. Liga mit dem HC Manki Jičín
- 2022 Bronzemedaille bei der Weltmeisterschaft

## Karrierestatistik
Stand: Ende der Saison 2021/22

### International
Vertrat Tschechien bei:
- Qualifikationsturnier für die Olympischen Winterspiele 2022
- Weltmeisterschaft 2022

(Legende zur Spielerstatistik: Sp oder GP = absolvierte Spiele; T oder G = erzielte Tore; V oder A = erzielte Assists; Pkt oder Pts = erzielte Scorerpunkte; SM oder PIM = erhaltene Strafminuten; +/− = Plus/Minus-Bilanz; PP = erzielte Überzahltore; SH = erzielte Unterzahltore; GW = erzielte Siegtore; 1 Play-downs/Relegation; Kursiv: Statistik nicht vollständig)